# Château du Thiollent
Le château du Thiolent est un édifice situé à Vergezac, en France.

## Localisation
Le château est situé sur le territoire de la commune de Vergezac, dans le département  de la Haute-Loire, en région Auvergne-Rhône-Alpes.

## Description
Le château remonte à la fin du Moyen Âge, reprenant le type compact qui se retrouve souvent en Auvergne et dans le Velay. D'abord simple demeure sans fossés au XIVe siècle, l'autorisation est donné en 1445 d'en faire une maison forte avec fossés. Reconnu insuffisant, ce premier manoir aurait été remplacé au XVIIe siècle par un autre château plus important, pour en faire une habitation répondant aux goûts de l'époque : bâtisse à cinq tours, dont l'une crénelée avait aspect de donjon. Les baies ont été repercées. De 1767 à 1770 se tiennent les plus importants travaux de réaménagement, menés par l'architecte Jean-Claude Portal : comblement des fossés, décorations intérieures du nouvel escalier et des appartements, clôture du parc, plantations. Le couronnement de la grande tour est détruit pendant la Révolution. L'intérêt de l'édifice réside surtout dans la qualité de son décor intérieur. Au rez-de-chaussée ont été conservées des salles gothiques voûtées. Le premier étage présente un ensemble de décors des XVIIe et XVIIIe siècles typiques de la région (lambris, plafond à la française). Le parc, daté du XVIIIe siècle, a conservé son tracé de l'époque classique,.

## Historique
Le château est inscrit au titre des monuments historiques par arrêté du 4 mars 1991.

## Protection
Éléments protégés : le château, y compris le portail d'entrée, sa grille, le mur d'enceinte, le parc et sa terrasse, ses trois escaliers, sa fontaine et son pigeonnier ; éléments intérieurs : escalier à vis et escalier du XVIIIe siècle ; au rez-de-chaussée, vestibule et salle à manger ; au premier étage, bibliothèque, grand salon, salon bleu, petit salon, chambres à la Vierge noire, à tête de femme, au miroir et porte à vantaux sculptés ; au deuxième étage, chambres bleue, rouge, jaune, chambre d'enfant, salle à manger et plafond du salon.